# Heinrich Ritter
August Heinrich Ritter, född den 21 november 1791 i Zerbst, död den 3 februari 1869 i Göttingen, var en tysk filosof.
Ritter blev 1824 professor i Berlin, 1833 i Kiel och 1837 i Göttingen. Han var Schleiermachers lärjunge och utgav en på sin tid högt skattad framställning av filosofins historia, Geschichte der Philosophie (12 band, 1829–1853). Av stor betydelse i samtiden var även Ritters kompendium Die christliche Philosophie. Lawrence Heap Åberg avger följande omdöme i Nordisk familjeboks första upplaga: "Hans framställning utmärker sig för mycken historisk trohet och objektivitet samt sinne såväl för åsigternas egendomligheter som för deras historiska sammanhang inbördes och med den menskliga kulturutvecklingen i det hela. Äfven såsom sjelfständig tänkare har R. offentliggjort värderika bidrag till lösningen af vigtiga filosofiska frågor." 